# Die Siedler IV
Die Siedler IV ist ein Aufbauspiel, entwickelt und veröffentlicht von Blue Byte. Es wurde am 15. Februar 2001 für Microsoft Windows veröffentlicht und ist das vierte Spiel der Die-Siedler-Reihe. Am 11. Dezember 2001 erschien die Erweiterung Die Trojaner und das Elixier der Macht. Am 28. März 2002 erschien eine Goldedition inklusive der Erweiterung. Am 28. November 2002 erschien die Erweiterung Die neue Welt. Am 20. November 2003 erschien das Community Pack mit von Fans erstellen Karten und Kampagnen.
2018 wurde sie als Die Siedler IV: History Edition von Ubisoft neu aufgelegt.

## Spielprinzip
Das Spiel ist nahezu identisch zum Vorgänger Die Siedler III. Alle Völker bekämpfen hierbei gemeinsam einen Gegner, der die Spielwelt unfruchtbar macht. Mit Hilfe von Gärtnern kann dies wieder rückgängig gemacht werden. Zu den Fähren und Frachtern des Vorgängers kommen nun Kriegsschiffe. Mit der zweiten Erweiterung erhalten kuriose Einheiten wie der Katapultrucksack-Träger und ein fliegender Manakopter-Truppentransporter Einzug. Für die Serie typisch muss zunächst stets eine funktionierende Warenwirtschaft aufgebaut werden. Neu war ein friedlicher Wirtschaftsmodus, bei dem der Spieler mit mehr Waren gewinnt sowie ein Koop-Modus gegen einen übermächtigen Computergegner.

## Entwicklung
Serienschöpfer Volker Wertich war an dem Spiel nicht beteiligt, da er den Zeitplan ein neues Spiel bereits Weihnachten 2000 zu veröffentlichen, für unrealistisch hielt. Das Spiel wurde zunächst auf Januar 2001 verschoben. Ein geplanter Betatest mit den Fans wurde abgesagt. Entwickler Blue Byte befand sich zum Veröffentlichungszeitpunkt mitten in der Übernahme durch Ubisoft. Trotz Verschiebungen der Veröffentlichung enthielt das Spiel zahlreiche kritische Fehler. Das Forum wurde abgeschaltet. Am 15. Februar 2001 erschien das Spiel. Noch am Tag der Erscheinung wurde ein Patch nachgereicht. Noch in der nächsten Woche wurden weitere Fehlerbehebung und der Mehrspielermodus nachgereicht. Die weltweite Veröffentlichung wurde aufgrund von Problemen bei der Qualitätssicherung auf den 29. März verschoben.
Projektleiter Benedikt Grindel gab Jahre später zu, dass das Release zu viele Programmfehler enthielt und zu wenig Innovation bot. Studioleiter Benedikt Grindel machte Jahre später klar, dass das damalige Spiel den aktuellen internen Qualitätsanforderungen nicht genügen würde.

## Rezeption
Grafisch böte das Spiel kaum neues, da diese nur im Detail verbessert wurde. Sie sei nicht mehr zeitgemäß und oft zu bunt. Der im Vergleich zum Vorgänger neue Zoom sei misslungen und spielerisch sinnlos. Die Animationen seien gelungen und die Videosequenzen gut gemacht. Der Sound sei gelungen. Sowohl bei den Figuren als auch in den Menüs fehle die Übersicht. Die KI-Gegner schummeln und seien trotzdem keine Herausforderung. Die Änderungen am Wirtschaftssystem seien für alteingesessene Fans der Serie ein Kritikpunkt. Für PC Player sei das Spiel ein Klon seines Vorgängers. Es existieren keine echten Neuerungen. Vor den zahlreichen Bugs wurde gewarnt. PC Games änderte seine Wertung von 77 % nach Erscheinen der Patches auf 85 %. Das Spiel polarisiert die Stammspielerschaft.

### Absatz
Das Spiel war ein kommerzieller Erfolg. 2001 war es das meistverkaufte Spiel, welches in Deutschland entwickelt wurde. Bis August 2002 wurden 300.000 Kopien in Deutschland verkauft.

### Auszeichnungen
Im Februar 2002 erhielt Die Siedler IV den Platin Award des VUD.

## Erweiterungen

### Die Trojaner und das Elixier der Macht
Die Erweiterung fügt mit den namensgebenden Trojaner ein neues Volk ein. Das aus Die Siedler 2 bekannte Beobachtungsfenster wird erneut eingeführt. Die 28 Mission seien gut ausgedacht und setzen intensiv Skript-Ereignisse ein. An dem schwachen Hauptteil können jedoch auch die Neuerungen wenig ausrichten.

### Die neue Welt
Mit dem zweiten Addon wurden neue Karten und Landschaftstexturen eingefügt. Es stellte den Abschluss der zweidimensionalen Siedler-Serie dar. Die Neue Welt ist dabei der amerikanische Kontinent.

### Community Pack
Der Fokus auf der von Fans erstellten Addon liegt auf historischen Schlachten. Mit den Römern erlebt man die punische Kriege, muss dabei zum Beispiel Messana vor Hieron II. von Syrakus retten oder begibt sich auf das karthagische Festland. Als Trojaner kämpft Alexander der Große gegen Dareios III. und dessen Volk. Es gilt die Stadt Tyras einzunehmen und sein Feldzug in Richtung Babylon weiterzuführen. Die Wikinger versuchen dagegen England einzunehmen. Im 2. Jahrhundert beginnt der Kampf auf der Insel, bei dem man unter anderem auch den Hafen von Ethel einnehmen soll. Als Anführer der Huaxteken beginnt man einen Rachefeldzug gegen die feindlichen Inquisitoren.
Kritiker bemängelten, die Erweiterung böte außer Karten keine Neuerungen. In Tests wurde aber gelobt, dass selbst die nach kuriosen Motiven gestalteten Karten, beispielsweise ein zähnefletschendes Monster, wirklich allesamt gut aussehen und die Verteilung der Rohstoffe stets ausgewogen sei. Angesichts des beachtlichen Umfangs der Kartensammlung sei der Preis einigermaßen akzeptabel.